# Riad Sattouf

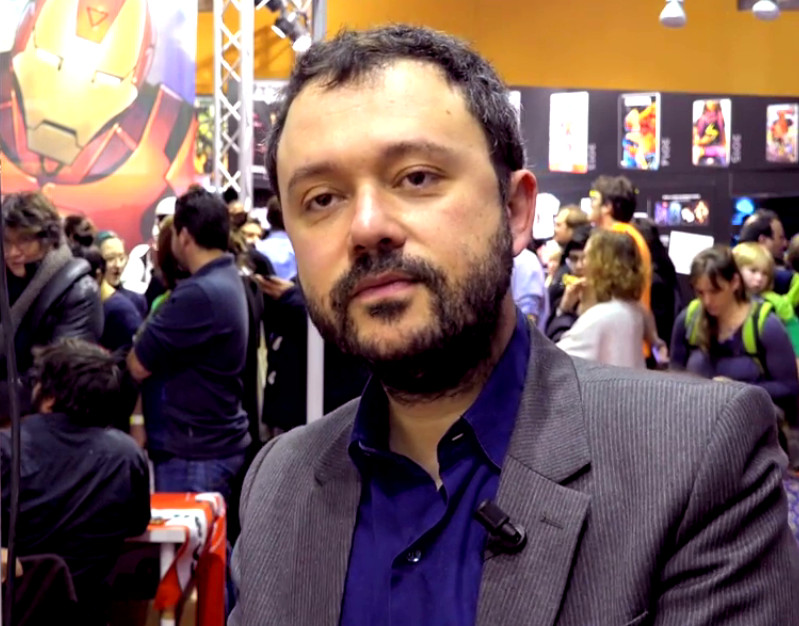
Riad Sattouf (2017)

Riad Sattouf (* 5. Mai 1978 in Paris) ist ein französischer Comicautor und Filmregisseur. Bekannt wurde er vor allem durch die Reihe Der Araber von morgen, in der er von seiner Kindheit in Libyen und Syrien erzählt, und den Film Jungs bleiben Jungs.

## Leben

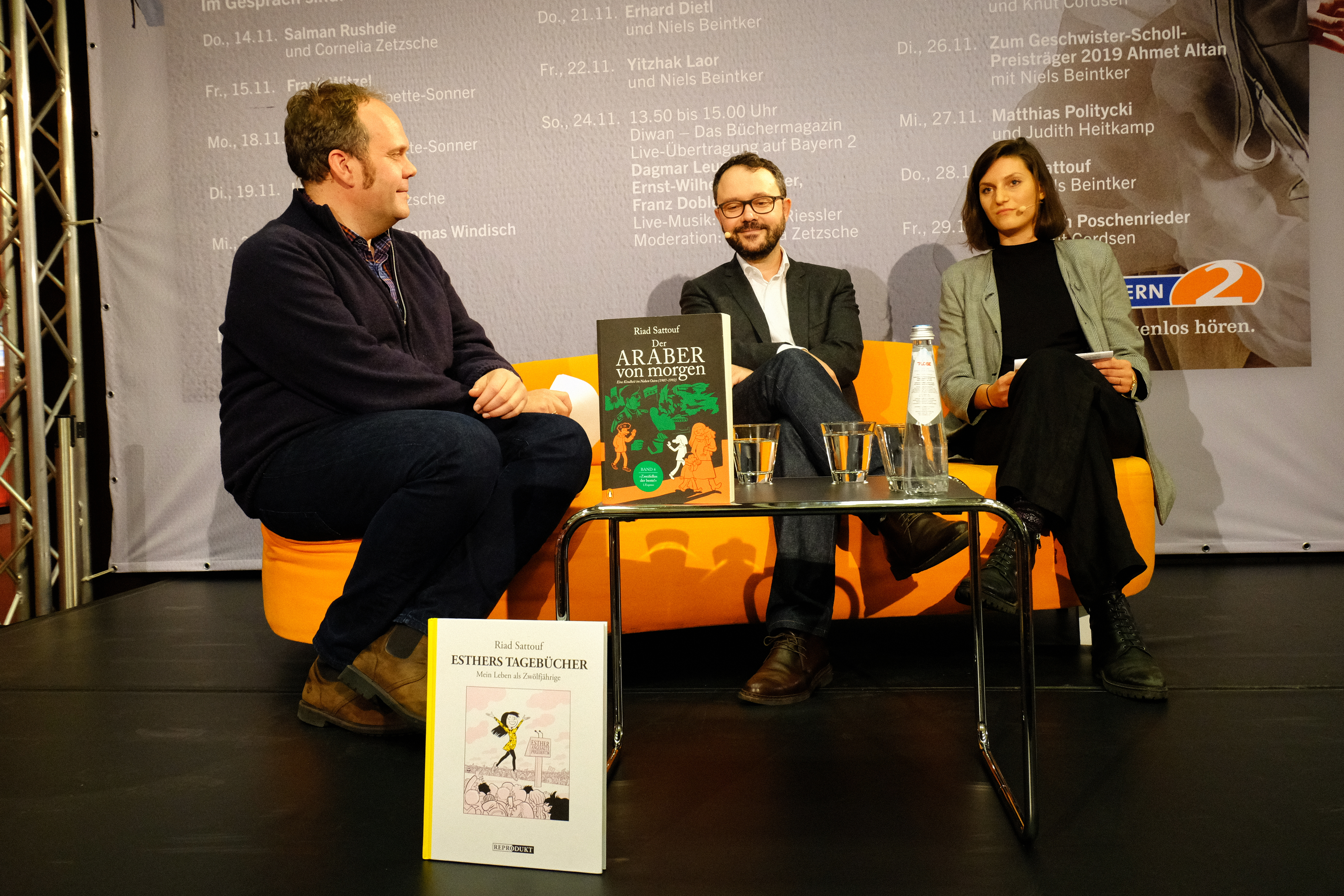
Sattouf (Mitte) auf der Münchner Bücherschau 2019

Riad Sattouf wurde als Sohn eines syrischen Vaters und einer französischen Mutter in Paris geboren. Seine Kindheit verbrachte er in Libyen und Syrien, bis er im Alter von zwölf Jahren nach Frankreich zurückkehrte, als seine Eltern sich scheiden ließen. Nach dem Abitur in Rennes besuchte er eine Schule für angewandte Künste in Nantes und studierte Animation an der École des Gobelins in Paris. 
Die Veröffentlichung des Bilderbuchs Meine Beschneidung im Jahr 2004 führte dazu, dass Sattouf in Frankreich vor Gericht zitiert wurde, da er mit dem Werk ein zu negatives Bild seines Vaters zeichne. Aufgrund dieser Affäre wurde das Satiremagazin Charlie Hebdo auf den jungen Zeichner aufmerksam.
Von 2004 bis 2014 zeichnete er für Charlie Hebdo den wöchentlichen Comicstrip La Vie secrète des jeunes (Das geheime Leben der Jugend).  
Nachdem sein Film Jacky im Königreich der Frauen 2014 gefloppt war, fand Sattouf viel Zeit, sich wieder dem Zeichnen zuzuwenden. Hinzu kam, dass er um 2011 Freunden bei der Flucht aus Syrien geholfen hatte und diese Erlebnisse als Comic verarbeiten wollte. Um zuerst seine eigene Geschichte aufzuarbeiten, begann er mit der Arbeit an Der Araber von morgen. Die sechsbändige autobiografische Serie wurde zu einer der erfolgreichsten europäischen Comicreihen der Gegenwart.
Seit 2012 teilt er sich ein Atelier mit den Zeichnern Christophe Blain, Mathieu Sapin und Joann Sfar. Von 2014 an erschien seine Serie Les Cahiers d'Esther in der Wochenzeitschrift Nouvel Observateur, die nach den Berichten der Tochter eines Bekannten Erlebnisse aus dem Leben eines Pariser Mädchens erzählt. Die deutschsprachige Veröffentlichung von deren Teil 1, Esthers Tagebücher – Mein Leben als Zehnjährige, erhielt den Rudolph-Dirks-Award 2017 und 2018 den Max-und-Moritz-Preis als bester internationaler Comic.
Im September 2021 gab Sattouf die Gründung eines eigenen Verlags namens Les éditions du futur bekannt. Dort erschien, wie bereits bei der Bekanntgabe der Verlagsgründung angekündigt, Anfang November der erste Band der Reihe Le Jeune Acteur. In ihr erzählt Sattouf den Werdegang des real existierenden jugendlichen Schauspielers Vincent Lacoste. Sattouf selbst hatte Lacoste 2008 für seinen Film Jungs bleiben Jungs ausgewählt.

## Bücher
- 2003: Manuel du puceau (Bréal Jeunesse, Rosny-sous-Bois)
- 2004: Ma circoncision (Bréal Jeunesse, Rosny-sous-Bois)
  - Meine Beschneidung (Reprodukt, Berlin 2010)
- 2004: No sex in New York (Dargaud collection Poisson Pilote, Paris)
- 2005: Retour au collège (Hachette Littératures collection, Paris)
- 2007: La vie secrète des jeunes (L'Association collection, Ciboulette, Paris)
- 2014: L'Arabe du futur, vol. 1: Une jeunesse au Moyen-Orient (1978–1984) (Allary éditions, Paris)
  - Der Araber von morgen. Eine Kindheit im Nahen Osten. Band 1 (1978-1984) (Albrecht Knaus Verlag, München 2015)
- 2015: L'Arabe du futur, vol. 2: Une jeunesse au Moyen-Orient (1984–1985) (Allary éditions, Paris)
  - Der Araber von morgen. Eine Kindheit im Nahen Osten. Band 2 (1984-1985) (Albrecht Knaus Verlag, München 2016)
- 2016: L'Arabe du futur, vol. 3: Une jeunesse au Moyen-Orient (1985–1987) (Allary éditions, Paris)
  - Der Araber von morgen. Eine Kindheit im Nahen Osten. Band 3 (1985-1987) (Albrecht Knaus Verlag, München 2017)
- 2016: Les Cahiers d'Esther - Histoire de mes 10 ans (Allary éditions, Paris)
  - Esthers Tagebücher: Mein Leben als Zehnjährige (Reprodukt, Berlin 2017)
- 2017: Les Cahiers d'Esther - Histoire de mes 11 ans (Allary éditions, Paris)
  - Esthers Tagebücher: Mein Leben als Elfjährige (Reprodukt, Berlin 2018)
- 2017: Les Cahiers d'Esther - Histoire de mes 12 ans (Allary éditions, Paris)
  - Esthers Tagebücher: Mein Leben als Zwölfjährige (Reprodukt, Berlin 2019)
- 2018: L'Arabe du futur, vol. 4: Une jeunesse au Moyen-Orient (1987-1992) (Allary éditions, Paris)
  - Der Araber von morgen. Eine Kindheit im Nahen Osten. Band 4 (1987-1992) (Penguin Verlag, München 2019)
- 2019: Les Cahiers d'Esther - Histoire de mes 13 ans (Allary éditions, Paris)
  - Esthers Tagebücher: Mein Leben als Dreizehnjährige (Reprodukt, Berlin 2020)
- 2020: L'Arabe du futur, vol. 5: Une jeunesse au Moyen-Orient (1992-1994) (Allary éditions, Paris)
  - Der Araber von morgen. Eine Kindheit im Nahen Osten. Band 5 (1992-1994) (Penguin Verlag, München 2021)
- 2020: Les Cahiers d'Esther - Histoire de mes 14 ans (Allary éditions, Paris)
  - Esthers Tagebücher: Mein Leben als Vierzehnjährige (Reprodukt, Berlin 2021)
- 2021: Les Cahiers d'Esther - Histoire de mes 15 ans (Allary éditions, Paris)
- 2021: Le jeune acteur – tome 1 – Aventures de Vincent Lacoste au cinéma (Les éditions du futur)
- 2022: L'Arabe du futur, vol. 6: Une jeunesse au Moyen-Orient (1994-2011) (Allary éditions, Paris)

## Filme
- 2003: Petit vampire (Drehbuch nach Joann Sfars Comic-Vorlage).
- 2009: Les Beaux Gosses (Drehbuch, Regie, Musik)
  - dt. Titel: Jungs bleiben Jungs
- 2010: Gainsbourg, vie héroïque von Joann Sfar (Schauspiel)
- 2010: Mes Colocs (Drehbuch und Regie der Webserie)
- 2014: Jacky im Königreich der Frauen (Jacky au royaume des filles, Drehbuch, Regie, Musik)
- 2024: Das kostbarste aller Güter (La plus précieuse des marchandises, Produzent)

## Auszeichnungen
Comics
- 2010: Bestes Album beim Festival International de la Bande Dessinée d’Angoulême für Pascal Brutal.
- 2015: Bestes Album beim Festival International de la Bande Dessinée d’Angoulême für L'Arabe du futur.
- 2017: Rudolph Dirks Award bei der German Comic Con – in der Kategorie Experimental Alternative für Esthers Tagebücher 1: Mein Leben als Zehnjährige.
- 2018: Max-und-Moritz-Preis – Bester internationaler Comic für Esthers Tagebücher 1: Mein Leben als Zehnjährige.
- 2023: Großer Preis der Stadt Angoulême für das Gesamtwerk.[4]

Filme
- 2010: César in der Kategorie Bestes Erstlingswerk für Les beaux gosses.